# Pěšárna
Pěšárna je původní označení pro rybářskou stavbu, vyskytující se v rybníkářských oblastech. Byla to budova v blízkosti rybníka, který využívali, a případně zde v sezóně i přespávali tzv. pěšáci. Pěšák v rybářské slangu znamená pěší holomek, rybní tovaryš, rybní učedník či čeledín, pěšácký pomocník. Při výlovu v pořadí první vodní pěšák, který zatahoval nevod (rybářskou síť) se pak označoval jako předák a poslední byl zadák nebo též pohončí.
Nejznámější stavbou tohoto druhu je Pěšárna v Třeboni, stojíci pod hrází rybníka Svět vedle bývalé rybářské bašty. Ještě v polovině 20. století tvořila tato pěšárna zázemí pro třeboňské rybáře, a to nejen při výlovu rybníka Svět, ale i v průběhu roku při údržbě rybníka a péče o chov ryb. V budově sídlili řemeslníci a opraváři a poskytovali své služby nejen třeboňským rybářům, ale i místním obyvatelům. Pěšárna byla v provozu celoročně; v případě nutnosti zde byla pro rybáře možnost přenocování.
Koncem 20. století třeboňská Pěšárna osiřela a chátrala. V roce 2012 majitel Pěšárny Technické služby darovaly objekt městu Třeboni, a ta jej prodala. Nový soukromý majitel zde vybudoval velmi citlivě a při maximálním možném zachování původních rysů stavby stylovou rybí restauraci a vinárnu s příznačným názvem Pěšárna.